# Мартін Шойбле
Мартін Шойбле (псевдонім — Роберт М. Зоннтаґ; 7 грудня 1978 р., Леррах, Німеччина) — німецький письменник. Книги Мартіна Шойбле переклали різними мовами світу (українською, іспанською, арабською, російською, китайською). За роман-антиутопію «Сканери» 2013 року нагороджений премією Економічного клубу Літературного дому Штутгарту.

## Життєпис
У шкільні роки Шойбле почав співпрацювати з пресою на безкоштовній основі, після випуску деякий час працював редактором німецьких газет. Закінчив Інститут політології імені Отто Зура при Вільному університеті Берліна за спеціальністю «політологія». Під час навчання стажувався в Ізраїлі та Палестині. Опублікував два дослідження про біженців («Притулку, в ім'я Господнє!»)  та неонацистські настрої в Німеччині («Виненавидіти») самвидавом. У 2007 році в співавторстві з ізраїльським економістом та дипломатом, Президентом Всесвітнього об'єднання уцілілих в Освенцимі Ноахом Флюгом вийшла його перша книга у великому видавництві — «Історія ізраїльтян та палестинців», у якій зображується близькосхідний конфлікт очима очевидців.
2011 року захистив кандидатську дисертацію про польові дослідження джихадизму. Як автор науково-популярних книг він займався в першу чергу спірними питаннями політики, культури та релігії. Дослідження кризових регіонів та досвід, отриманий там, лягли в основу його романів та другої документальної роботи — «Джихад: терористами не народжуються», де Шойбле аналізує біографії двох сучасних підлітків, які обрали шлях джихаду (німця та палестинця). Дисертація також вийшла окремим виданням. Згодом Шойбле опублікував ще дві науково-популярні книги на тему Близького Сходу: «Нічийна територія. Пішки по Ізраїлю та Палестині» (2013) та путівник по зоні близькосхідного конфлікту у відомій серії видавництва «Піпер» «Інструкція з використання» (2016).
Під псевдонімом Роберт М. Зоннтаґ опублікував роман-антиутопію для підлітків «Сканери» (2013), в якій описує цифрове суспільство 2030-х років. На даний час на замовлення видавництва працює над продовженням роману (сайд-сторі, що була створена в проміжку, не була опублікована).
2017 — опублікував новий роман «Кінчена держава», присвячений посиленню націоналістичних тенденцій у німецькій політиці. Частина дії відбувається в африканських країнах.
На запрошення Інституту ім. Ґете 2018 року відвідав Україну в зв'язку з виходом роману «Сканери» в українському перекладі в рамках проекту «На дотик» у видавництві Discursus.
Восени того ж року Мартін брав участь у Арсеналі Ідей та фестивалі Book Space [Архівовано 15 травня 2019 у Wayback Machine.] у Дніпрі.

## Твори
- «Виненавидіти» («Rausgehasst»). Документальна проза. Нордерштедт: BoD, 2001. ISBN 978-3-8311-2456-5
- «Притулку, в ім'я Господнє!» («Asyl im Namen des Vaters»). Документальна проза. Нордерштедт: BoD, 2003. ISBN 978-3-8311-5000-7
- «Історія ізраїльтян та палестинців» («Die Geschichte der Israelis und Palästinenser»). Документальна проза (у співавторстві з Ноахом Флюгом[en]). Мюнхен: Carl Hanser Verlag, 2007; Мюнхен: dtv, 2009. ISBN 978-3-423-62416-9
- «Джихадисти. Польові дослідження на місцях подій» («Dschihadisten. Feldforschung in den Milieus»). Дисертація. Берлін: Hans Schiler Verlag, 2011. ISBN 978-3-89930-333-9
- «Джихад: терористами не народжуються» («Black Box Dschihad»). Документальна проза. Мюнхен: Carl Hanser Verlag, 2011; М.: КомпасГид, 2012. ISBN 978-3-446-23665-3
- «Нічийна територія. Пішки по Ізраїлю та Палестині» («Zwischen den Grenzen. Zu Fuß durch Israel und Palästina»). Документальна проза. Мюнхен: Carl Hanser Verlag, 2013; Фрейбург: Herder Taschenbuch, 2014. ISBN 978-3-446-24142-8
- «Сканери» («Die Scanner»). Антиутопія. Опублікована під псевдонімом Роберт М. Зоннтаґ. Франкфурт: S. Fischer Verlag, 2013, Івано-Франківськ, Discursus, 2018. ISBN 978-617-7411-35-1

- «Ізраїль та Палестина: інструкція з використання» («Gebrauchsanweisung für Israel und Palästina»). Путівник. Мюнхен: Piper Verlag, 2016. ISBN 978-3-492-27667-2
- «Кінчена держава» («Endland»). Роман. Мюнхен: Carl Hanser Verlag, 2017. ISBN 978-3-446-25702-3

## Нагороди
- 2000 — Католицька премія для молодих журналістів.
- 2007 — книга «Die Geschichte der Israelis und Palästinenser» («Історія ізраїльтян та палестинців») ввійшла до числа 7 найкращих творів для молодих читачів за версією програми «Deutschlandfunk»[8].
- 2007 — спільна премія «Радіо Бремен» та газети «Цайт» «Рись» за книгу «Die Geschichte der Israelis und Palästinenser» («Історія ізраїльтян і палестинців»)[9].
- 2008 — книга «Die Geschichte der Israelis und Palästinenser» («Історія ізраїльтян та палестинців») номінована на австрійську премію «Найкраща наукова книга року»[10].
- 2011 — книга «Джихад: терористами не народжуються» ввійшла до числа 7 найкращих творів для молодих читачів за версією програми «Deutschlandfunk»[11].
- 2012 — книга «Джихад: терористами не народжуються» ввійшла до переліку рекомендованої літератури Євангелістської літературної премії[12].
- 2013 — книга «Сканери» ввійшла до числа 7 найкращих творів для молодих читачів за версією програми «Deutschlandfunk»[13].
- 2013 — премія Економічного клубу Літературного дому Штутгарту за книгу «Сканери»[14].
- 2014 — книга «Сканери» в росїйському перекладі ввійшла до каталогу «100 найкращих нових книг для дітей та підлітків», підготований Центральною міською дитячою бібліотекою імені А. П. Гайдара[15].
- 2014 — книга «Сканери» в росїйському перекладі нагороджена знаком «Подобається дітям Ленінградської області»[16].
- 2018 — роман «Кінчена держава» номінований на Премію ім. Гансйорга Мартіна за найкращий кримінальний роман року для молодого читача[17].